# The End (альбом Black Sabbath)
The End — сборник группы Black Sabbath, вышедший в 2016 году.

## Об альбоме
Сборник песен Black Sabbath, выпуск которого приурочен к завершающему карьеру группы одноимённому туру.
Эта подборка содержит четыре студийных записи ранее не выпускавшихся песен, записанных во время работы над альбомом 13, и четыре концертных записи песен с этого же альбома, записанные во время выступлений в 2013—2014 годах. Диск выпущен ограниченным тиражом и продавался только на концертах группы.

## Список композиций
Авторы песен — Оззи Осборн, Тони Айомми и Гизер Батлер.
1. Season of the Dead
2. Cry All Night
3. Take Me Home
4. Isolated Man
5. God is Dead? (концертное исполнение Сидней, Австралия 27 апреля 2013)
6. Under the Sun (концертное исполнение Окленд Новая Зеландия 20 апреля 2013)
7. End of the Beginning (концертное исполнение Гамильтон Канада 11 апреля 2014)
8. Age of Reason (концертное исполнение Гамильтон Канада 11 апреля 2014)

Композиции 1—4 — ранее не издававшиеся песни, записанные в студии во время работы над альбомом 13

Композиции 5,7,8 — концертные исполнения песен с альбома 13

Композиция 6 — концертное исполнение песни с альбома Vol.4

## Участники записи
- Оззи Осборн — вокал
- Тони Айомми — электрогитара
- Гизер Батлер — бас-гитара
- Брэд Уилк — ударные (песни 1—4)
- Томми Клафетос — ударные (песни 5—8)
- Адам Уэйкман — клавишные (песни 5—8)
- Рик Рубин — продюсер (песни 1—4)
- Эндрю Щепс — микширование (песни 1—4)
- Грег Фидельман — инженер звукозаписи (песни 1—4)
- Роберт Восгиен — микширование (песни 1—4)
- Грег Прайс — инженер звукозаписи (песни 5—8)